# 조요시
조요시(일본어: 城陽市)는 일본 교토부 교토시와 나라시 사이에 있는 시이다.
정도 관아 유적과 구제 신사, 미토 신사(모두 본전은 일본의 중요 문화재) 등 역사적 건축물이 다수 있고 교토 상가 FC의 연습장인 상가 타운 조요가 있다. 금은사(金銀糸)의 생산고는 일본 내에서 약 60%를 차지한다.
인구는 2000년대 초에 인접한 야와타시를 제치고 8만 명을 넘었으며, 이는 후쿠치야마시와 거의 같은 수준이지만 인구밀도는 후쿠치야마시의 약 17배이다. 기후는 비교적 온난하다.

## 지리
교토부 남부에 위치한 도시이다. 교토시와 나라시를 연결하는 국도 24호선이 남북으로 교차하며, 양쪽 도시의 거의 중간에 위치해 있다. JR 나라선과 긴키교토선이 남북으로 교차한다.

## 역사
- 1951년 4월 1일 - 구세군 기즈가와촌, 데라다촌, 도노쇼촌과 쓰즈키군 아오타니촌이 합병해 구세군 조요정이 탄생했다.
- 1972년 5월 3일 - 시로 승격되었다.

## 교통

### 철도
- 서일본 여객철도 나라선
  - (← 우지시 신덴역) - 조요역 - 나가이케역 - 야마시로아오다니역 - (이데정 야마시로타가역 →)

- 긴키 닛폰 철도 교토선
  - (← 우지시 오쿠보역) - 구쓰카와역 - 데라다역 - 도노쇼역 - (교타나베시 신타나베역 →)

### 도로
- 신메이신 고속도로
- 국도 제24호선
- 국도 제307호선

## 인구
| 연도 | 인구   | ±%      |
| ---- | ------ | ------- |
| 1940 | 10,963 | —       |
| 1950 | 13,706 | +25.0%  |
| 1960 | 14,690 | +7.2%   |
| 1970 | 35,658 | +142.7% |
| 1980 | 74,350 | +108.5% |
| 1990 | 84,770 | +14.0%  |
| 2000 | 84,346 | −0.5%   |
| 2010 | 80,051 | −5.1%   |
| 2020 | 74,607 | −6.8%   |

## 자매 결연 도시
- 대한민국 경상북도 경산시(1991년)

## 출신 유명인
- 다마야마 테쓰지(玉山鉄二)
- 우쓰미 데쓰야(内海哲也)
- 가와구치 도모야(일본어판)(川口知哉)
- 가와바타 류(일본어판)(河端龍)